# Rdeča dišavka
Rdeča dišavka (znanstveno ime Osmia bicornis) je vrsta samotarskih divjih čebel, ki je razširjena v južni in osrednji Evropi.

## Opis
Gnezdo si ustvarijo v tleh ali v ozkih rovih v lesu, kamor zaležejo jajčeca, nato pa vanj znosijo cvetni prah in nektar ter vhod zadelajo. Za gradnjo celic in zadelovino uporabljajo ilovico, kar je v rodu dišavk redko, saj druge vrste za ta namen uporabljajo prežvečeno listje. Značilnost te vrste čebel je, da imajo samice na obrazu dva izrastka, ki jim pomagata pri gradnji pregrad v gnezdih.
Pri rdeči dišavki je prisoten spolni dimorfizem. Samice so namreč večje od samcev, saj dobijo v svojo celico več cvetnega prahu. Samci so tako veliki med 8 in 10 mm, samice pa med 10 in 12 mm.